# Tomáš Gál
Tomáš Gál (* 11. Juli 1926 in Žilina; † 15. September 2013) war ein tschechischer Wirtschaftswissenschaftler.

## Leben
Nach der Promotion 1953 an der Karls-Universität zum Dr. rer. nat. und Promotion 1967 an der Tschechoslowakischen Akademie der Wissenschaften zum Dr. rer. pol. lehrte er von 1977 bis 1991 als Professor für Operations Research der Fernuniversität in Hagen.

## Schriften (Auswahl)
- Systematická lineární parametrizace vektoru pravých stran, popřípadě vektoru cen s libovolným (konečným) počtem parametrů v úloze lineárního programováni. Prag 1969, OCLC 1072389837.
- Betriebswirtschaftliche Planungs- und Entscheidungstechniken. Berlin 1981, ISBN 3-11-008315-9.
- Lineare Algebra. Berlin 1987, ISBN 3-540-17995-X.
- Postoptimal analyses, parametric programming, and related topics. Degeneracy, multicriteria decision making, redundancy. Berlin 1995, ISBN 3-11-014060-8.

| Personendaten    | Personendaten                            |
| ---------------- | ---------------------------------------- |
| NAME             | Gál, Tomáš                               |
| KURZBESCHREIBUNG | tschechischer Wirtschaftswissenschaftler |
| GEBURTSDATUM     | 11. Juli 1926                            |
| GEBURTSORT       | Žilina                                   |
| STERBEDATUM      | 15. September 2013                       |